# KNPR

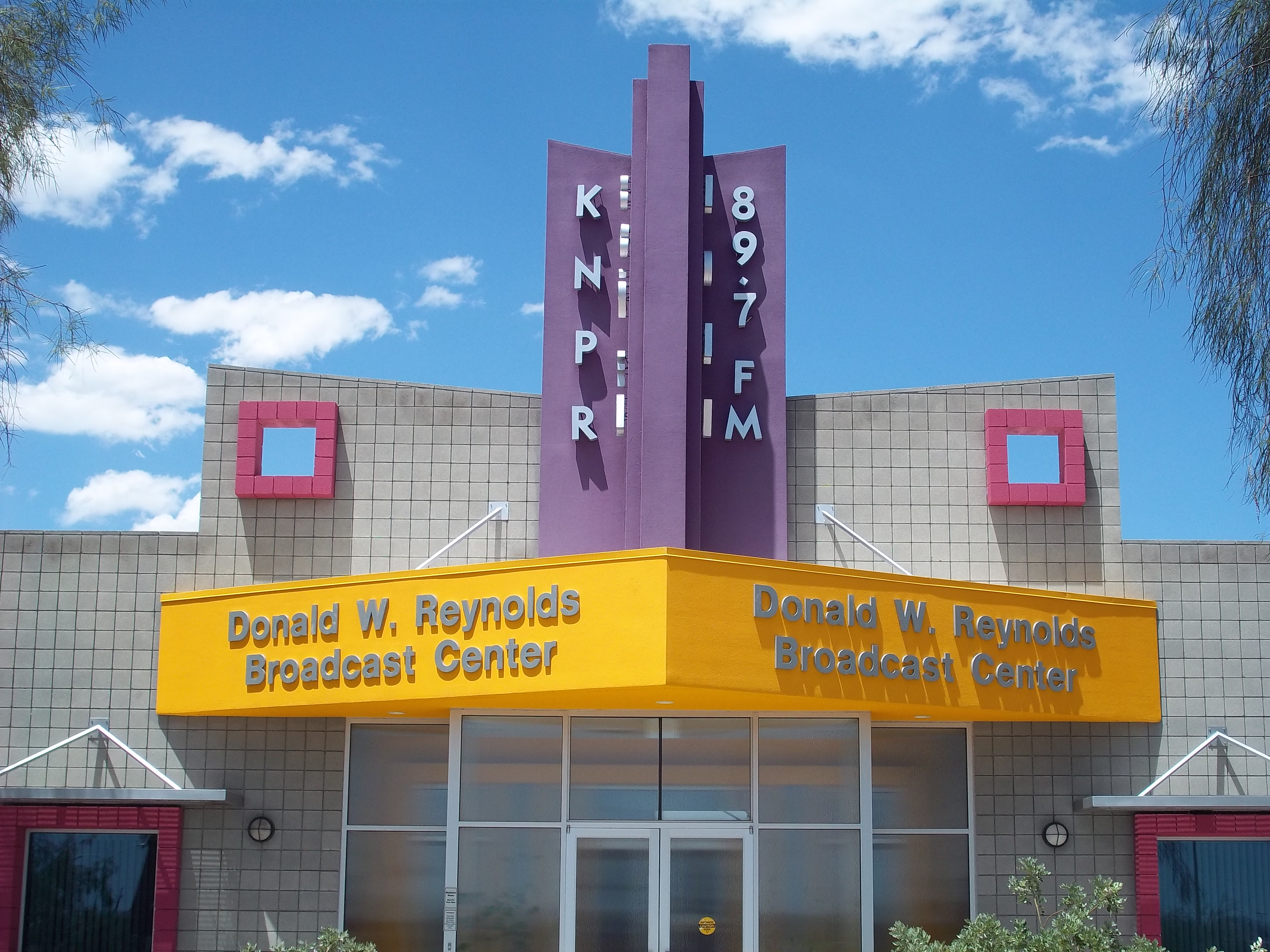
Studio von KNPR

KNPR - Nevada Public Radio ist eine nichtkommerzielle Radiostation aus Las Vegas, Nevada. Sie ist dem National Public Radio Netzwerk angeschlossen.
KNPR wurde 1975 als eine unabhängige, nichtkommerzielle Gesellschaft gegründet. KNPR ging 1980 als erster NPR-Partner in Las Vegas auf Sendung.
Seit 1998 wird aus dem Campus des College of Southern Nevada gesendet, wo mithilfe der Donald W. Reynolds Foundation ein neues Sendestudio errichtet wurde. Seitdem weitete KNPR seine Aktivitäten auch auf Utah, Arizona und California aus. Zum Sendeverbund gehören mittlerweile der Nachrichtenkanal 88.9 KNPR und der Klassik-Kanal KCNV 89.7. Mit Kooperationspartnern wird so ein Sendegebiet von 66.000 Quadratmeilen abgedeckt.